# De todo lo visible y lo invisible
De todo lo visible y lo invisible  es una novela escrita por la escritora Lucía Etxebarria ganadora del Premio Primavera de novela en 2001.

## Argumento
La novela muestra la historia de Ruth Swanson y Juan, ella es una directora de cine y él un poeta de Bilbao que va a Madrid con una beca del premio Adonais. Ruth es una mujer depresiva y promiscua que se encuentra con el conservador Juan, de vida tradicional y con novia en Bilbao, dos personajes opuestos que se mueven entre el amor y el odio con Madrid como escenario de fondo.